# El ángel de trapo
El ángel de trapo es una película argentina dirigida por José Agustín Ferreyra sobre guion de Alberto P. Rillo que se estrenó el 25 de abril de 1940 y que tuvo como protagonistas a Elena Lucena, Antuco Telesca, Julio Traversa y Eloy Álvarez.

## Sinopsis
Un director de orquesta adopta a una joven que resulta ser la hija de un millonario.

## Reparto
- Salvador Arcella
- Alejandro Beltrami ... Pichín
- Inés Edmonson ... Alicia
- Carmen Giménez ...Doña Estela
- Salvador Lotito ... Músico (almacenero)
- Elena Lucena ... Pirucha
- Antuco Telesca ... Raúl Durán
- Julio C. Traversa ... Alberto Alvarado
- Eloy Álvarez ... Don Nicanor Ferreti
- Rosita Calpe ... Aurorita

## Comentario
Ulyses Petit de Murat opinó en el diario Crítica sobre el filme:

" Simpatía y sencillez... No hay que exagerar la protección hacia el director que descubrió a José Gola y que ahora brinda al cine argentino una inquietante personalidad: la de Elena Lucena... realización primitiva... buenos momentos cómicos"